# 環保触覚

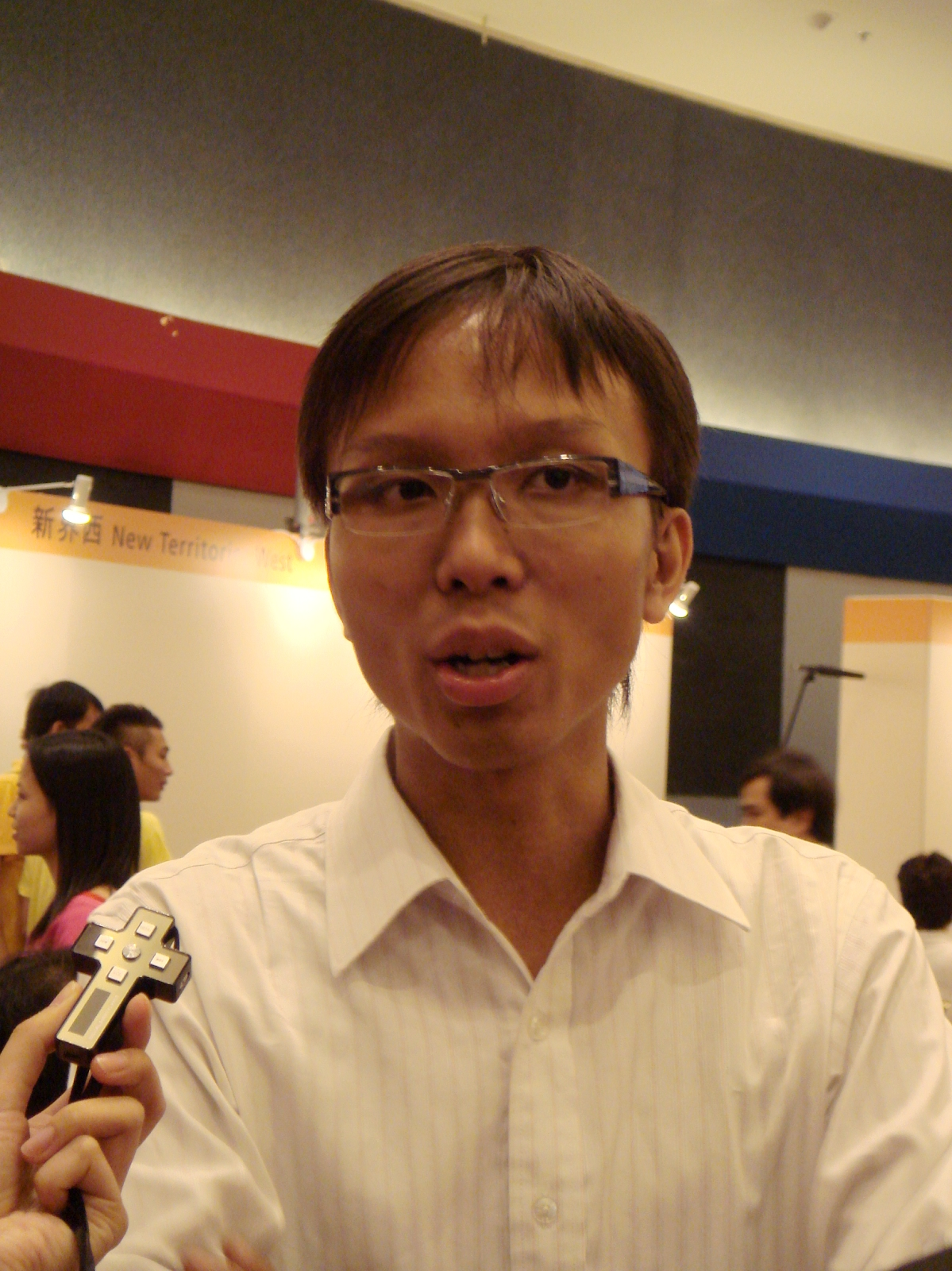
環保触覚 団長の譚凱邦

環保触覚（かんほしょっかく）は、香港の環境保護団体である。
2004年に成立し、政府などの団体による環境破壊行為を監視したり、改善の意見を提出するといった活動を行っている。創立者および現任の団長は譚凱邦である。

## 関心事項
問題としている環境問題は以下のようなもので、ほとんどが都市の発展と関係がある。
- 高層ビルの問題
- 光害
- エネルギーの浪費
- 室内エアコンの温度（冷房のみ）

## 活動例

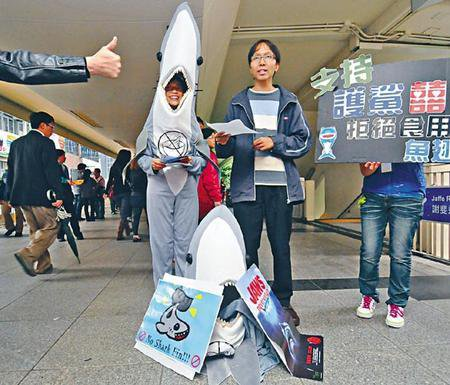
結婚式のメニューにふかひれを提供することへの抗議デモ

### 無ストローの日
香港にあるマクドナルドやKFCコーポレーションといった大手外食チェーンと共同で、「無ストローの日」という活動を行い、その日は終日ストローを主動的には客に提供しない。

### ふかひれ結婚式礼金七割
李鋭華と名乗る人物が、サメの保護を目的に「ふかひれ結婚式礼金七割」という活動を提案した。これは、結婚式の料理にふかひれが提供されたら、礼金が7割となるというものである。これについて環保触覚の団長は、極めて意義があることで大いに支持すると表明した。

### タイセイヨウクロマグロをめぐる抗議
2011年1月5日に、香港の「板長寿司」および日本の銀座の寿司店は、東京の築地市場で行われる恒例の初競りで、共に1本3429万円（342キロ）で北海道・戸井産のタイセイヨウクロマグロを競り落とした。これは過去最高値であったが、環保触覚含む香港の環境保護団体は、この店が4年間連続で、高額で絶滅のおそれがあるタイセイヨウクロマグロを買うことに批判。タイセイヨウクロマグロの保護のため、連続して競ることへの中止要求をしている。また、環保触覚の担任者がFacebookで支持者を集め、同年1月8日に、香港の旺角に所在する「板前寿司」の支店の前で抗議した。

## 環保触覚への批判

### 冷房の温度
環保触覚は、冷房の温度について25.5℃以上を設定した方がいいというアドバイスを提議した。しかし、湿度が長年80%の以上の香港には不適切という批判もあり、団長の譚凱邦には常に行き過ぎが指摘されていた。

### テレビ番組
香港のTVBで放送されていたテレビ番組『大咕窿』（フジテレビ『とんねるずのみなさんのおかげでした』の1コーナー「脳カベ」を、ライセンス契約の下でリメイクした番組）にて、数多くのポリスチレンが使われたことについて、環境に悪く内容が下品であるとして放送中止を要求していた。しかし、このような考えに対しても一部から批判が起きている。

### ボランティアをしながら取材
環保触覚を取材したい人や団体に対して、人手の余裕がないことを理由に、ボランティアをしながら取材することを要求している。しかし、香港樹仁大学などからは反発が生じ、利益にかかわらずに取材する原則を破ると指摘されている。このため団長の譚凱邦は、樹仁大学の学生についてはボランティアをやっても環保触覚への取材を断ると表明している。